# Q시스템
Q-System(Rock Mass Quality System)은 1974년에 NGI(Norwegian Geotechnical Institude)의 Barton, Lien, Lunde에 의해 개발된 암반분류 방법이다.

## 개요
- Q-System은 스칸디나비아 지방의 약 200개의 터널에 대한 연구분석 결과에 근거하여 제안 되었으며, 정량적인 분류체계로서 터널 지보 설계가 가능한 공학적 분류 시스템이다.
- RQD, 불연속면군(joint Set)수, 불연속면 거칠기, 불연속면 변화 정도, 지하수에 의한 감소계수, 응력감소계수 등을 반영하여 암반을 분류하는 방법이다.

## 평가 방법
- 6가지 변수를 이용해 암반을 분류

{\displaystyle {\begin{aligned}\ Q&={\frac {RQD}{\ J_{n}}}{\frac {J_{r}}{\ J_{a}}}{\frac {J_{w}}{\ SRF}}\\\end{aligned}}}
- - RQD :  전체 시추코어중 100mm이상 코어의 백분율
  - Jn : 절리군의 수
  - Jr : 절리면 거칠기
  - Ja : 절리면의 변질정도
  - Jw : 절리내 지하수 저감계수
  - SRF : 응력감소계수
  - RQD/ Jn : 암반의 기하학적 상태(rock mass geomerty)
  - Jr / Ja : 절리의 전단강도(inter block shear strength)
  - Jw /SRF : 환경적요소(environmental factor)

## 장점 및 단점

### 장점
- 암반의 전단강도에 중점을 두어 지반응력을 고려함.
- 대단면 터널에 보다 적합함. 유동성이나 팽창성 암반에도 적용가능함.
- 세밀한 분류에 따른 구체적이고 체계적인 보강방안 제시함.
- 변수들은 막장에서 비교적 정확히 구할 수 있으며, 시공단계에서 지보패턴의 변경에 적절함.

### 단점
- 절리의 방향성은 고려하지 않음.
- Q값 산정을 위해 필요한 6가지 변수는 시추조사에 의해서는 정밀하고 신뢰성 높게 판단하기가 어려움.
- 변수들의 곱으로 Q값이 구해지게 되므로, 평가자의 주관에 따라 분석값의 오차가 커지는 경향이 있음.

## 같이 보기
- 암반등급